# Isioma Daniel
Isioma Nkemdilim Nkiruka Daniel (nascida em 1981) é uma jornalista nigeriana. Um artigo seu de 2002 envolvendo o profeta islâmico Maomé desencadeou protestos de massa na Nigéria, que culminaram na morte de centenas de pessoas, e levou a uma fatwa ser emitida contra sua vida.

## Os protestos de 2002
Isioma Daniel estudou jornalismo e política por três anos, na Universidade de Central Lancashire, graduando-se no verão de 2001. Seu primeiro emprego como jornalista foi em Thisday, um diário sediado em Lagos. Como repórter de moda, ela escreveu em 16 de novembro de 2002 uma nota sobre o concurso de beleza Miss Mundo, a ser realizado na Nigéria naquele ano. Tratando da oposição ao concurso por parte da comunidade muçulmana da Nigéria, ela fez o seguinte comentário:
"Os muçulmanos pensaram que era imoral trazer 92 mulheres para a Nigéria e pedir-lhes para se deleitar com a vaidade. O que será que Mohammed pensaria? Em toda a honestidade, ele provavelmente teria escolhido uma esposa dentre uma delas."
De acordo com Daniel, a frase foi adicionada de última hora. Ela imaginou que seria "engraçada, suave" e "não a viu como algo a ser levado a sério". No entanto, sua avaliação rapidamente mostrou-se errada, pois a publicação desencadeou tumultos religiosos violentos, que deixaram mais de 200 mortos e 1.000 feridos, enquanto 11.000 pessoas ficaram desabrigadas. Os escritórios do Thisday em Kaduna foram incendiados, apesar de o jornal ter pedido desculpas e feito uma retratação na primeira página.
Daniel demitiu-se do jornal no dia seguinte à publicação de seu artigo. Logo depois, temendo por sua segurança e preocupada com uma iminente investigação pelo serviço de Estado nigeriano deixou o país e foi para o Benim.
Em 26 de novembro de 2002, um governo Islâmico de Zamfara, um Estado do norte da Nigéria, emitiu uma fatwa contra Isioma Daniel; nas palavras do vice-governador de Zamfara, Mamuda Aliyu Shinkafi, posteriormente transmitidas na rádio local:
"Como Salman Rushdie, o sangue de Isioma Daniel pode ser derramado. É obrigação de todos os muçulmanos onde quer que eles estejam a considerar a morte da escritora como um dever religioso."
Enquanto o governo nigeriano denunciou o julgamento como "inconstitucional" e "nulo", os líderes muçulmanos ficaram divididos sobre sua validade, alguns argumentando que a retratação e o pedido de desculpas significavam que a fatwa foi inadequada.
Assim, Latif Adegbite, secretário-geral do Conselho Superior para Assuntos Islâmicos  da Nigéria, rejeitou a pena de morte já que Daniel não era muçulmana e que o jornal pediu desculpas publicamente.

## Exílio na Europa
Isioma Daniel, eventualmente, foi para o exílio na Europa, com apoio do Comitê para a Proteção dos Jornalistas e a Anistia Internacional.